# Clarence Hemingway

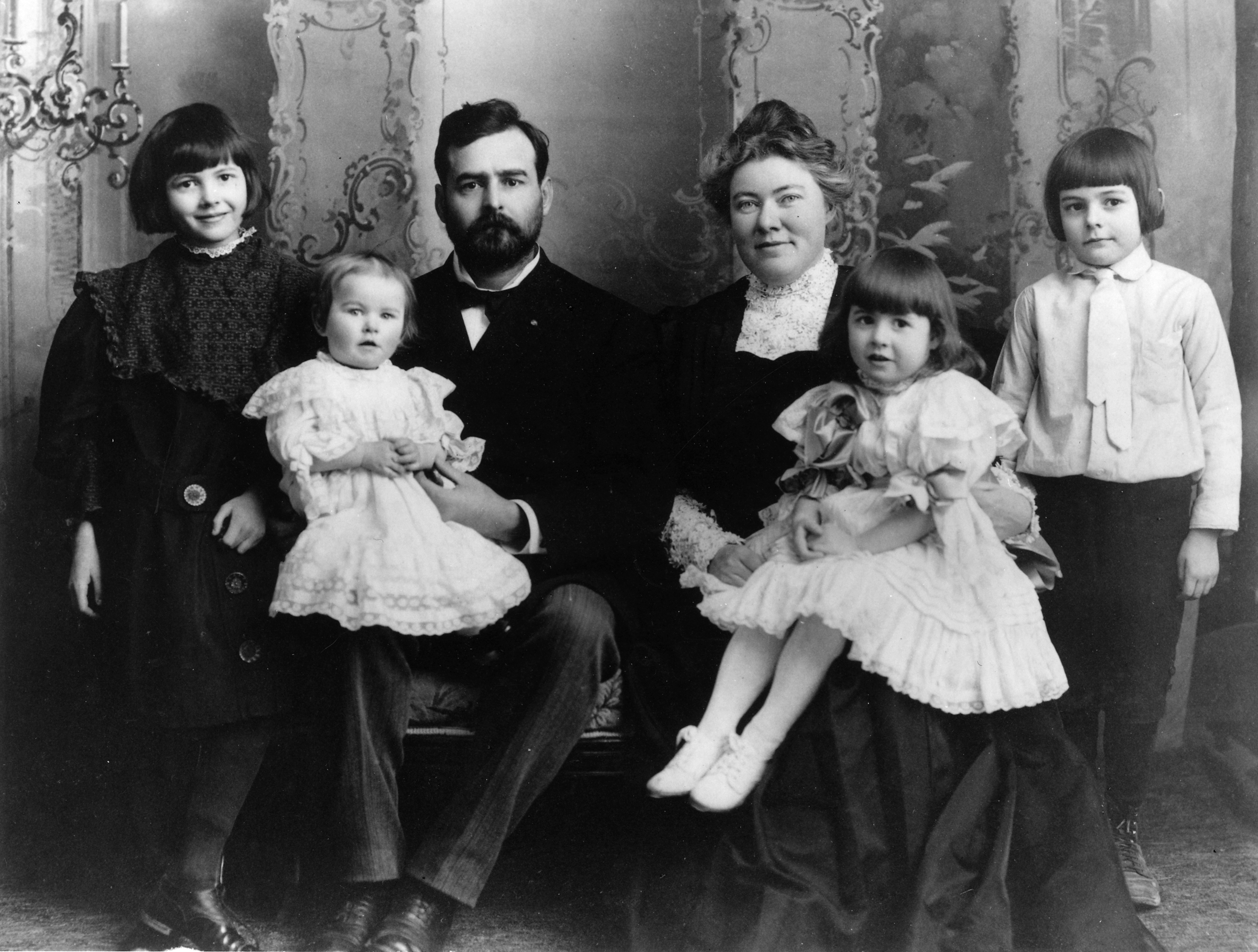
Die Familie Hemingway 1905 (von links): Marcelline, Sunny, Clarence, Grace, Ursula, und Ernest

Clarence Edmonds Hemingway (* 4. September 1871 in Oak Park, Illinois; † 6. Dezember 1928 ebenda) war ein US-amerikanischer Mediziner und der Vater von Ernest Hemingway.

## Beruf
Hemingway studierte und graduierte am Oberlin College und führte in Oak Park eine angesehene Praxis als praktischer Arzt und Geburtshelfer. Er erfand eine spezielle Art von Geburtszangen, entwickelte künstliche Ohren und Kinne für deformierte Kinder und forschte auf dem Gebiete der Kinderernährung; zudem war er Präsident der Medizinischen Gesellschaft von Oak Park und gehörte verschiedenen medizinischen Organisationen an. Hemingway war medizinischer Revisor für drei Versicherungsunternehmen und die Borden Milk Company, leitete das Geburtshilfezentrum des Oak Park Hospital und war Präsident des Oak Park Physicians Club und der Des Plaines Medical Society.

## Privates
Hemingway wurde als Sohn des Bürgerkriegsveteranen und Immobilienmaklers Anson T. Hemingway (1844–1926) und seiner Frau, Adelaide Edmunds Hemingway (1841–1923), geboren; er hatte zwei Schwestern, Anginette „Nettie“ und Grace, und drei Brüder: Willoughby A., George R.  und Alfred T.
Mit seiner Frau Grace Hall Hemingway hatte er neben Ernest Hemingway noch fünf weitere Kinder.
Hemingway litt an Diabetes und einer Herzkrankheit, möglicherweise in Verbindung mit Depressionen. Zudem hatte er nach einer unglücklichen Investition in Liegenschaften in Florida schwere finanzielle Verluste hinnehmen müssen. In dieser Situation starb er durch Suizid, so wie später sein Sohn Ernest. Dieser wurde von der Tat seines Vaters zeitlebens verfolgt; die Hauptschuld sah er bei seinem Onkel, weil dieser ihn mit dem Immobiliengeschäft schlecht beraten habe, und bei der verhassten Mutter. Den Freitod des Vaters sah er als Feigheit und nannte ihn einmal „die beste Geschichte, die ich nie geschrieben habe“. Das Thema griff er in The Doctor and the Doctor’s Wife und Fathers and Sons auf.